# Tour de guet (lutte contre l'incendie)

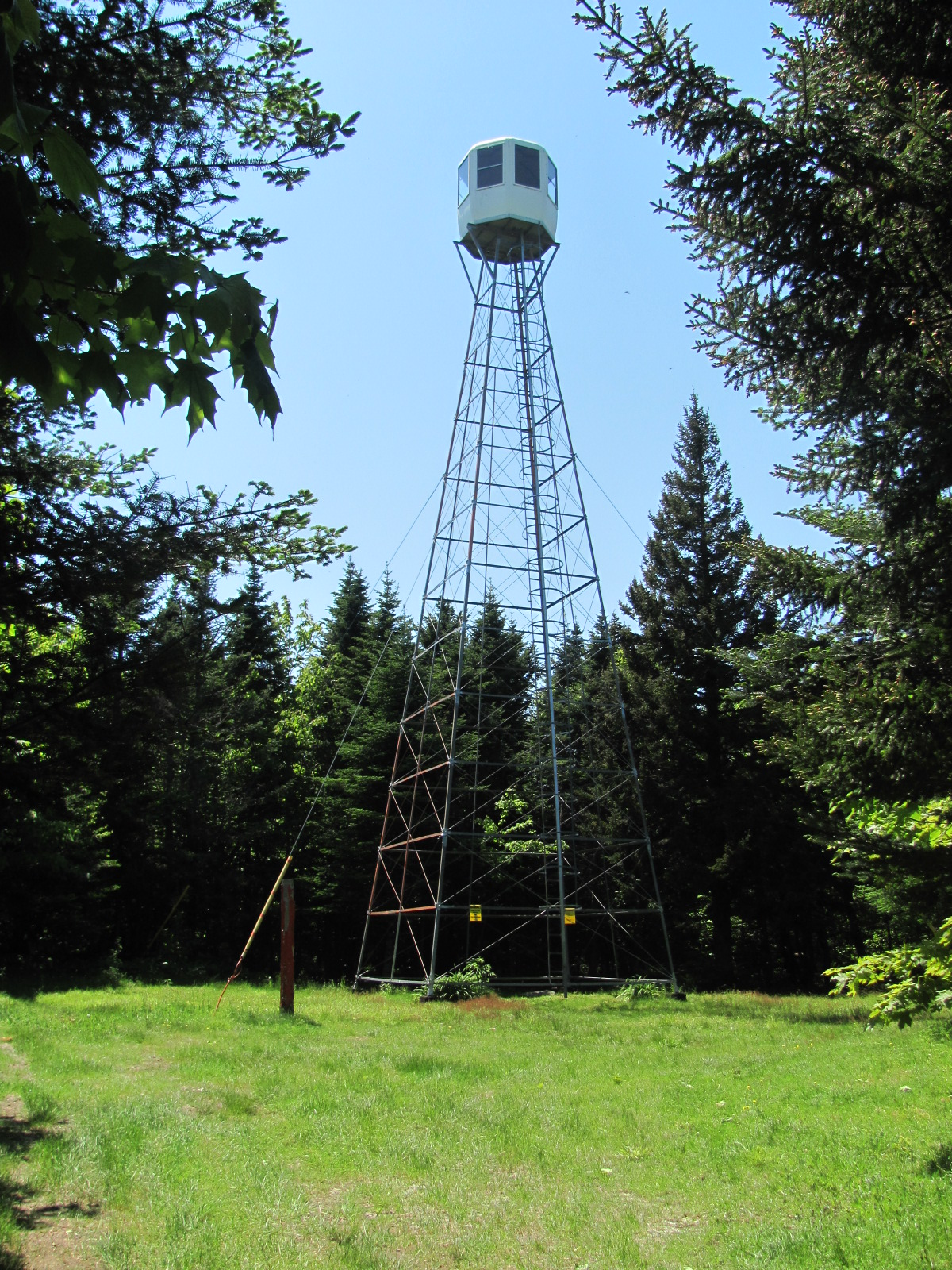
Tour de guet dans le parc provincial de Cape Chignecto, en Nouvelle-Écosse.

Dans le cadre de la lutte contre l'incendie, une tour de guet est une tour offrant logement et protection pour une ou plusieurs personnes dont l'activité est de repérer un départ de feu via leur fumée afin de prévenir au plus tôt des pompiers. Ce type d'installation est généralement destiné à couvrir de larges zones inhabitées telles que les étendues boisées.
Ce petit bâtiment est donc généralement situé en hauteur sur le sommet d'une montagne ou tout autre lieu offrant un point de vue élevé, afin de maximiser les possibilités de surveillance.
Historiquement, ce type de bâtiment a gagné en popularité dans les années 1900 dans les pays développés et a été régulièrement influencé par les évolutions des télécommunications.

## Triangulation
L'utilisation de la triangulation est effectué depuis les tours de guet par les guetteurs de feu de forêt. En mesurant la direction d'une colonne de fumée par rapport à la direction de référence du Pôle Nord (ou de l'Étoile polaire) pour la détermination précise par triangulation du lieu de l’incendie.

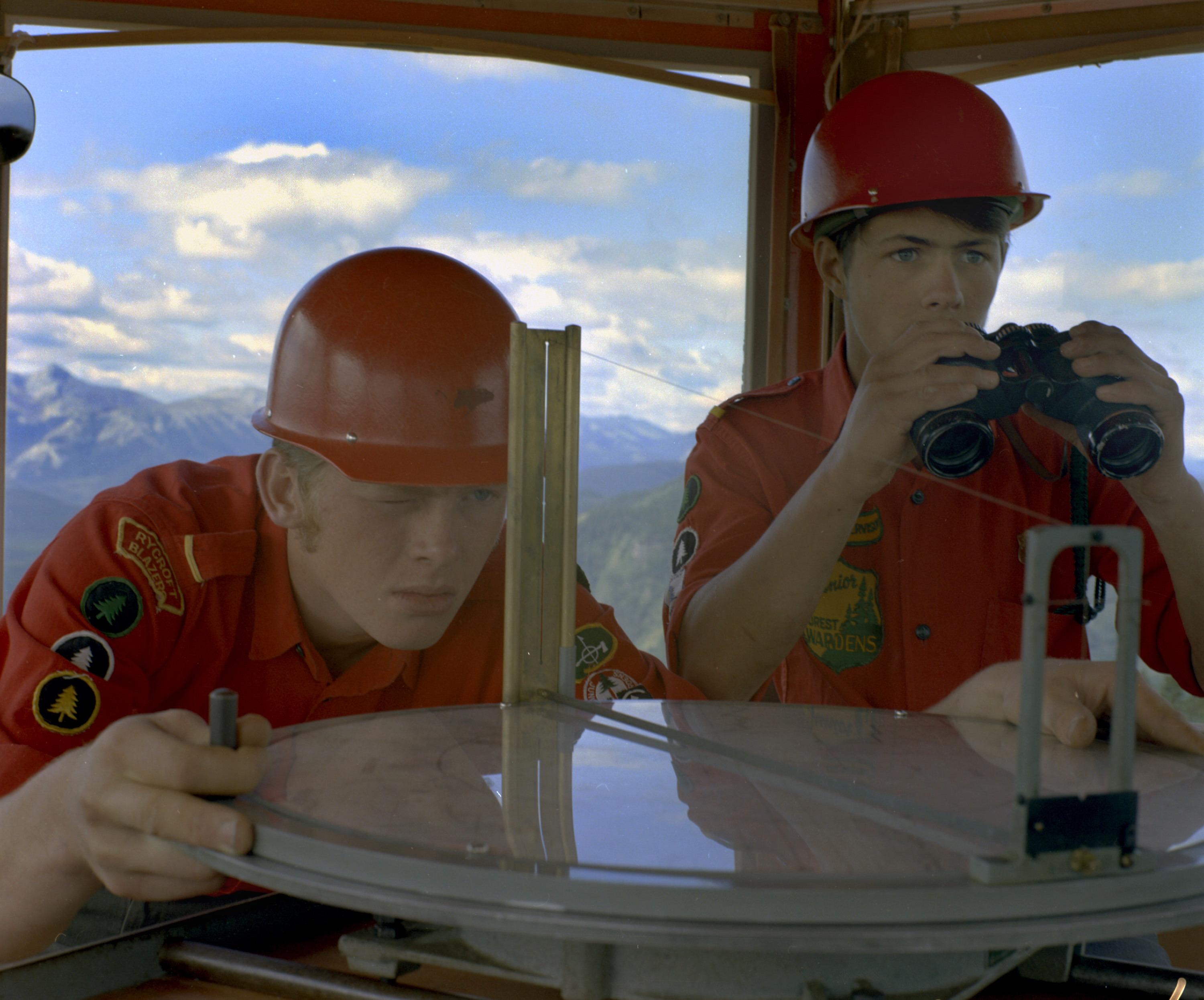
Une mesure de la direction d'une colonne de fumée par triangulation (avec un Osborne Fire Finder)
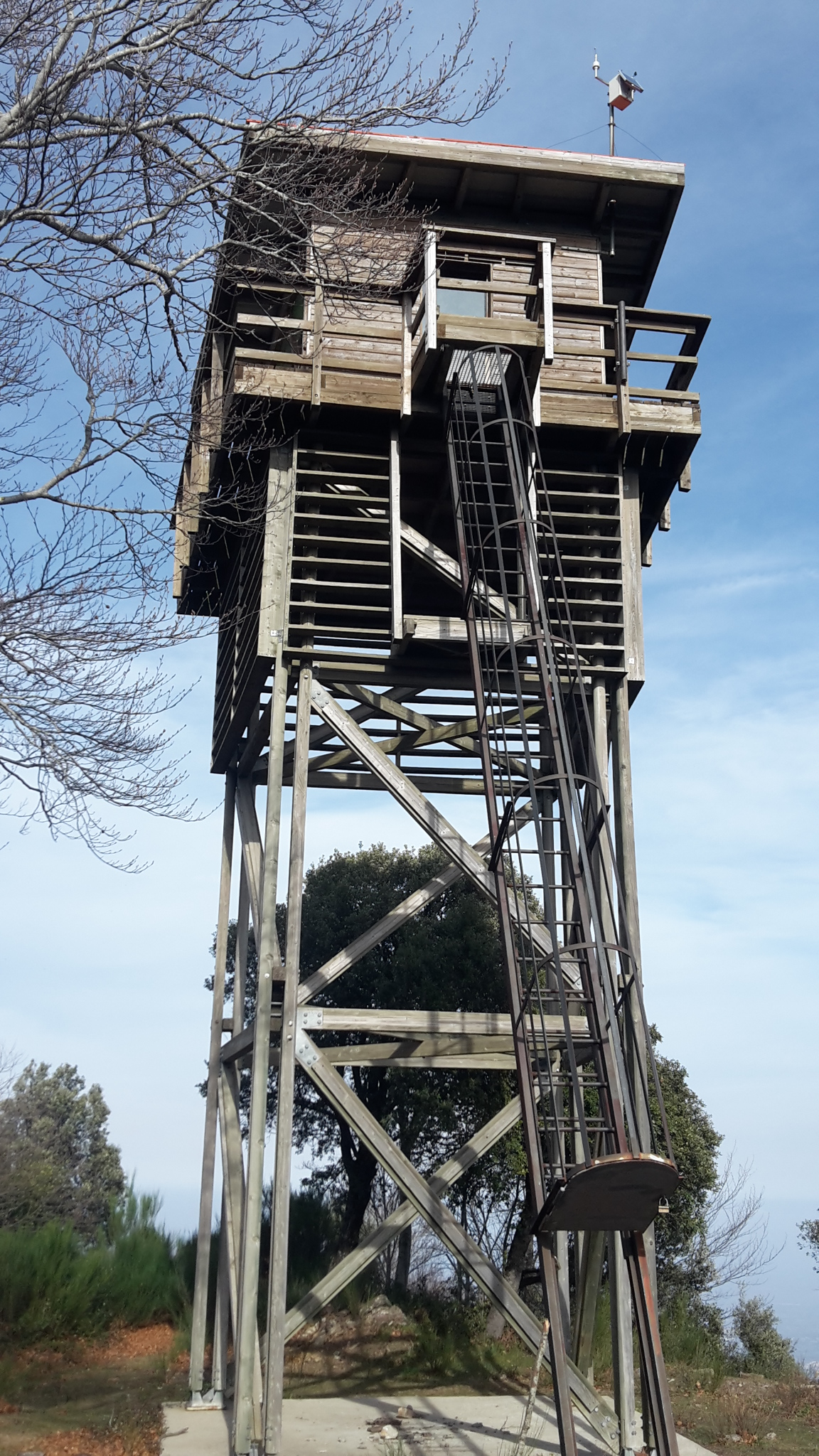
Tour de guet dans les Pyrénées
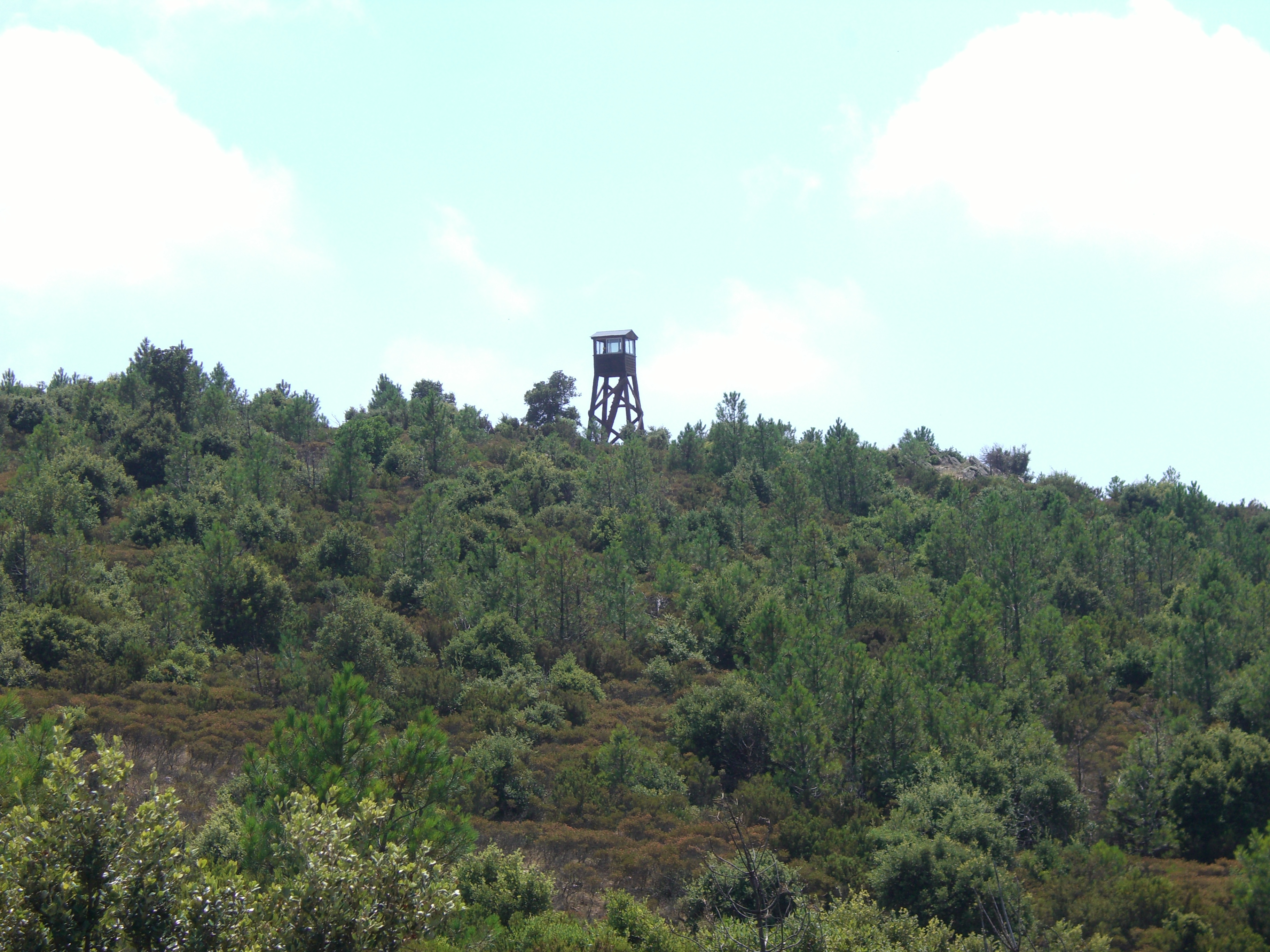
Tour de guet dans la Forêt Domaniale des Maures, Var
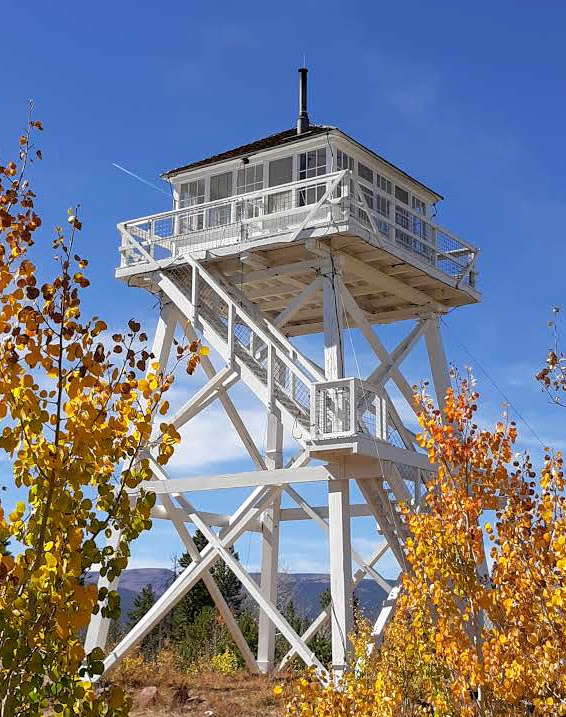
L'Ute Mountain Fire Tower, tour de guet dans l'Utah, aux États-Unis.
Panneau de tour de guet